# Кровавая буря (фильм, 2025)
«Кровавая буря» (англ. Bloodstorm) — американский боевик, являющийся дебютом Дэвида Куржала в качестве продюсера и исполнителя роли центрального протагониста. На должности режиссёра, оператора и соавтора сценария выступил Рене Перез, до этого работавший с Куржалом в боевике 2024 года «Элитная мишень» (англ. Elite Target), где тот сыграл главного антагониста.
1 июля 2025 года фильм вышел в прокат США на цифровых площадках, а 22 июля — на физический носителях (DVD).

## Сюжет
Во время этапирования Беннета, бывшего наёмника, на изолированный тюремный остров, содержащий опаснейших заключённых, на нём происходит массовый побег. После убийства своих опытных коллег вооружёнными беглецами молодая и привлекательная сотрудница полиции, находящаяся на своём первом задании, вынуждена объединиться и пойти на сделку с поднадзорным ей Беннетом, который, используя навыки наёмника, защитит её от кровожадных заключённых, если она освободит его от наручников и поможет сбежать с острова.

## В ролях
- Дэвид Куржал — Беннет
- Криста Хединс — офицер Хансен
- Майкл Несто — Гравано
- Майкл Паре
- Ричард Тайсон
- Сильвио Саймак